# Шаргород
Ша́ргород (укр. Шаргород) — город в Жмеринском районе Винницкой области Украины. До 2020 года был административным центром упразднённого Шаргородского района.

## Географическое положение
Находится на реке Мурашка.

## История
В конце XV века здесь находилось селение Корчмарово.
Универсалом от 26 марта 1579 года польский король Стефан Баторий приказал построить в этом месте замок. Укрепление было заложено на высоком мысе при слиянии рек Мурашки и Колбасной 28 мая 1585 года известным итальянским зодчим Бернардо Морандо, архитектором укреплений польской крепости Замостье, по заказу великого канцлера коронного Яна Замойского. Замок имел цитадель из пяти башен, на его вооружении была самая современная по тем временам дальнобойная артиллерия. Крепость назвали Шаргород — в честь Флориана Шарого, основателя дома Замойских.
26 января 1588 года король Сигизмунд III предоставил Шаргороду Магдебургское право, статус местечка и герб с изображением Святого Флориана, держащего в правой руке щит с гербом Замойских (три золотых перекрещенных копья в красном поле), а в левой — сосуд с водой, заливающей пламя.
В систему оборонительных сооружений города входило здание синагоги крепостного типа, построенное в 1589 году на юго-восточной окраине. Князья Замойские, имея опыт деловых контактов с евреями, старались, видимо, поддержать развитие шаргородской общины: едва ли без их помощи евреи могли возвести каменное сооружение столь значительных размеров.
В 1595 году Шаргород разрушили казаки Северина Наливайко, принудив к бегству местный гарнизон. Несколько битв состоялось здесь в годы Освободительной войны. В августе 1648 года крепость была взята отрядами полковника М. Кривоноса, в марте 1649 её отстояли от сильной польской армии. Однако в соответствии с условиями Зборовского мира 1649 года граница между королевскими и казацкими землями проходила вблизи Шаргорода. Гарнизон крепости не смог отбить весенний рейд 1651 года гетмана Мартына Калиновского и был вынужден сдать Шаргород.
По условиям Андрусовского мира 1667 года Шаргород остался в составе Речи Посполитой.
В 1672 Шаргород захватили турки, которые называли его Кучук-Стамбулом (Малым Стамбулом) и удерживали до возвращения Польше в 1699 году.

### 1793—1917

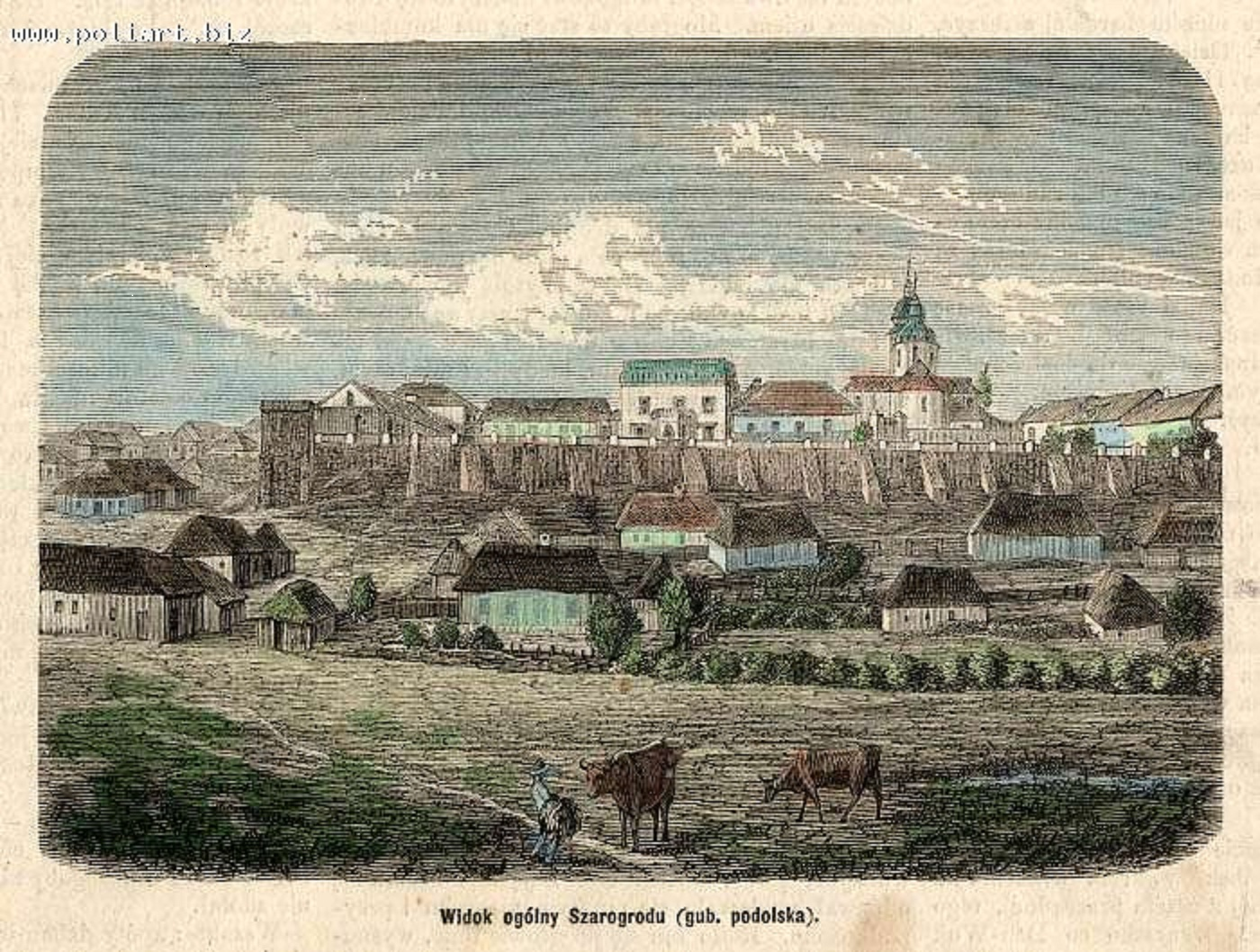
Городская панорама, XIX ст.

После второго раздела Речи Посполитой в 1793 году Шаргород вошёл в Могилевский уезд Подольской губернии Российской империи.
В 1903 году численность населения местечка составляла 1011 человек, здесь действовали кирпичный завод, уездное и приходское училища, аптека, несколько торговых лавок, а также православный монастырь, две православные церкви, католический костел с часовней и две синагоги.

### 1918—1991
В ходе Великой Отечественной войны с 22 июля 1941 до 20 марта 1944 селение было оккупировано немецко-румынскими войсками и включено в состав «Транснистрии».
В 1977 году крупнейшими предприятиями посёлка являлись винодельческий комбинат и маслодельный завод.
В 1986 году Шаргород получил статус города.
В январе 1989 года численность населения составляла 10 570 человек.
28 ноября 1990 года часть территории города была выделена в отдельный населённый пункт Слобода-Шаргородская.

### После 1991
В мае 1995 года Кабинет министров Украины утвердил решение о приватизации находившихся в городе АТП-10549, сахарного завода, завода продтоваров, райсельхозтехники и райсельхозхимии, в июле 1995 года было утверждено решение о приватизации маслосырзавода.
В 1997 году находившееся здесь ПТУ № 25 было ликвидировано.
В ноябре 2001 года хозяйственный суд Винницкой области признал сахарный завод банкротом.
С 2006 года усилиями московского бизнесмена и ученого Александра Погорельского в Шаргороде проводятся биеннале современного искусства и архитектуры: «Арт-местечко Шаргород» и «Арх-местечко: Шаргород».
В 2009 году в Шаргороде была открыта скульптура художницы Жанны Кадыровой «Памятник новому памятнику».

## Транспорт
Находится в 25 км от железнодорожной станции Ярошенка (на линии Жмеринка — Вапнярка).

## Религия
В городе действует Шаргородский Свято-Николаевский мужской монастырь и Иоанно-Предтеченский приходской храм Могилёв-Подольской епархии Украинской православной церкви. Есть в Шаргороде и историческая синагога.

## Спорт
В городе действовал футбольный клуб «Фортуна», становившийся победителем областных соревнований Винничины, а в 1997—1998 годах выступавший на профессиональном уровне во второй лиге Украины. Домашние матчи команда проводила на местном стадионе «Колос»

## Галерея

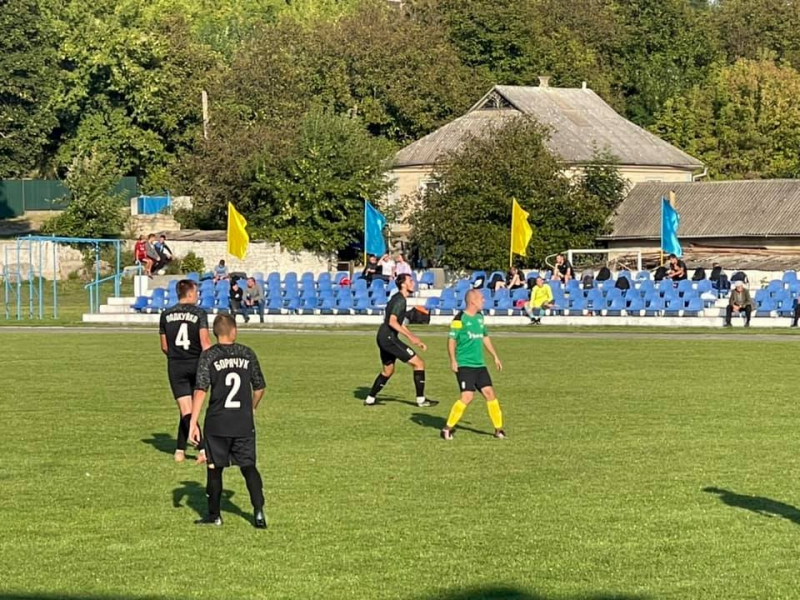
Стадион «Колос»
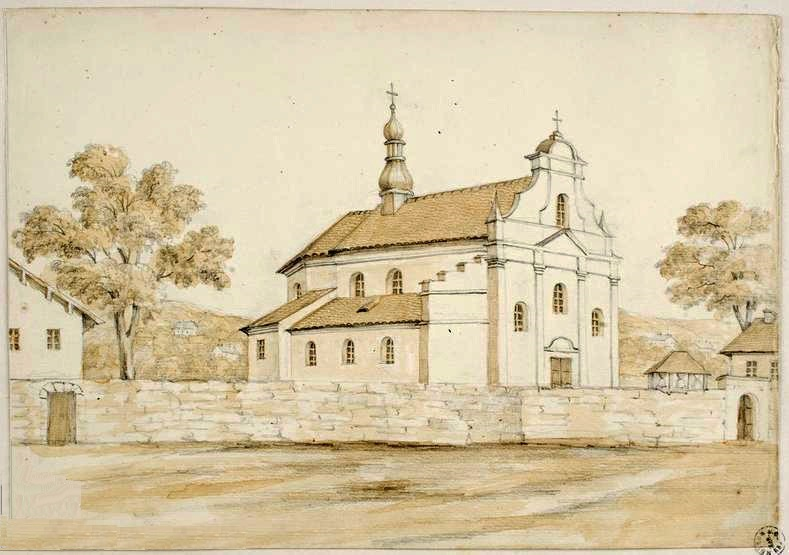
Костел Флориана XVIII ст.
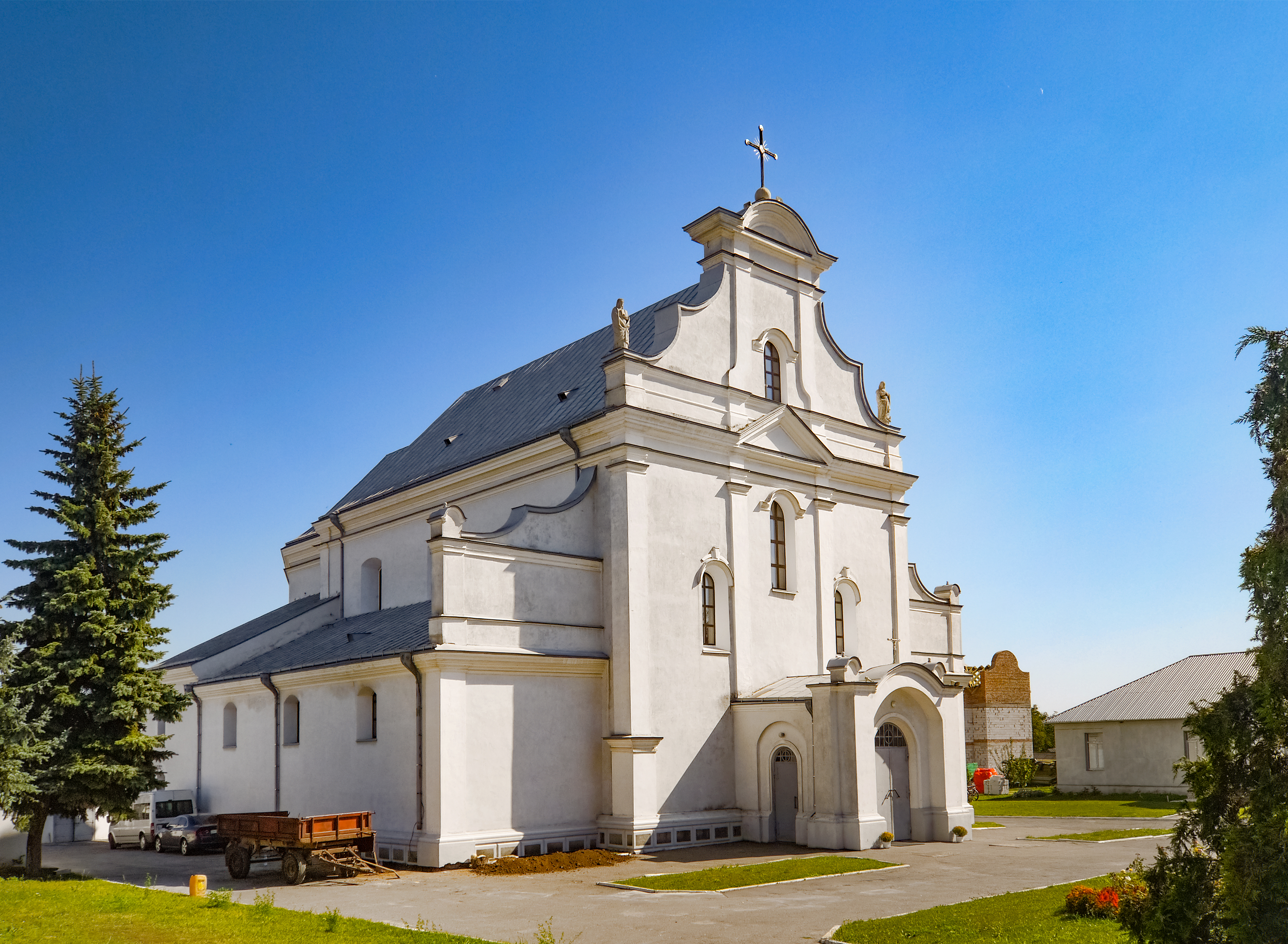
Костел Флориана
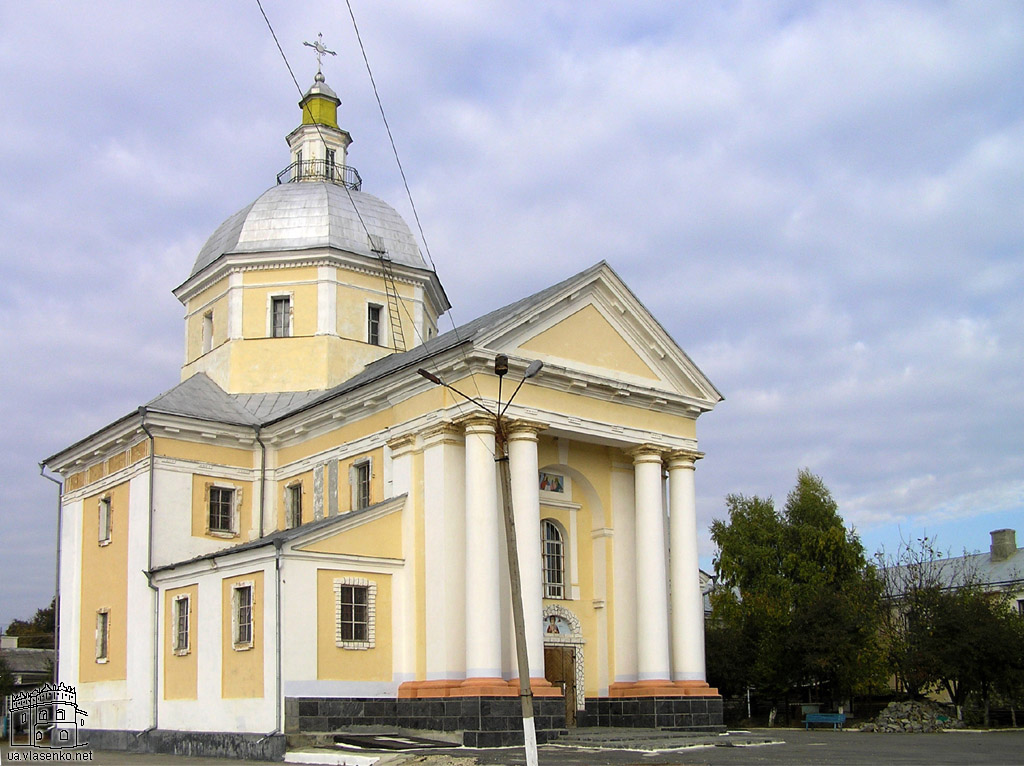
Свято-Николаевский монастырь
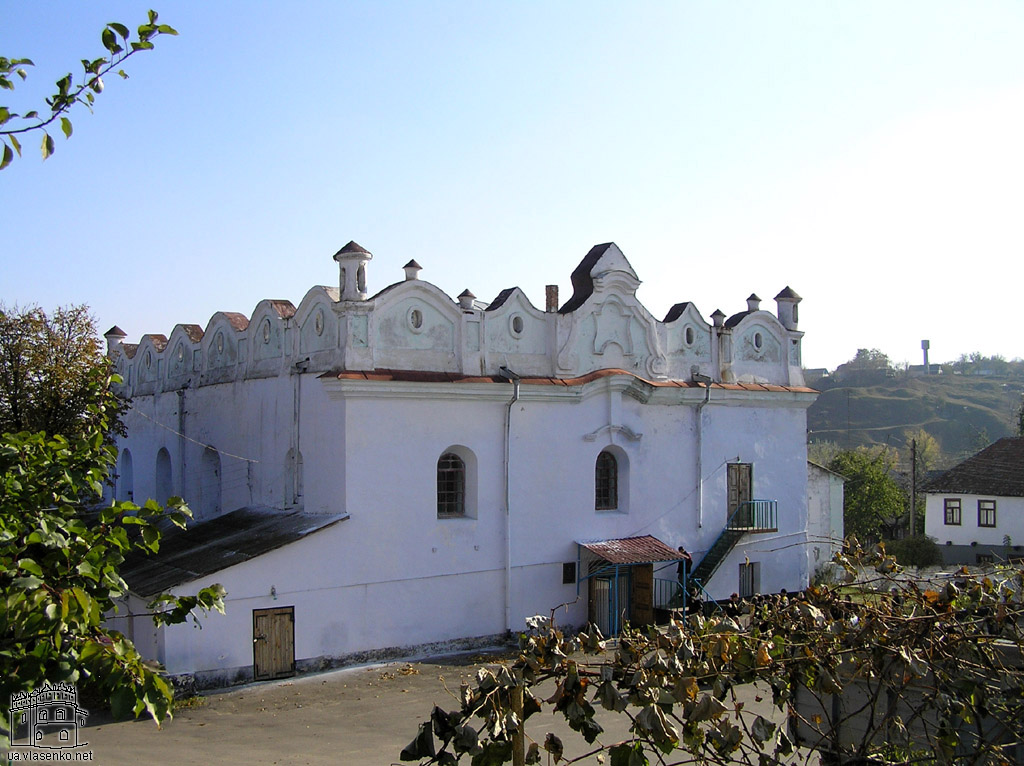
Синагога (1589)